# Berlin-Friedrichswerder

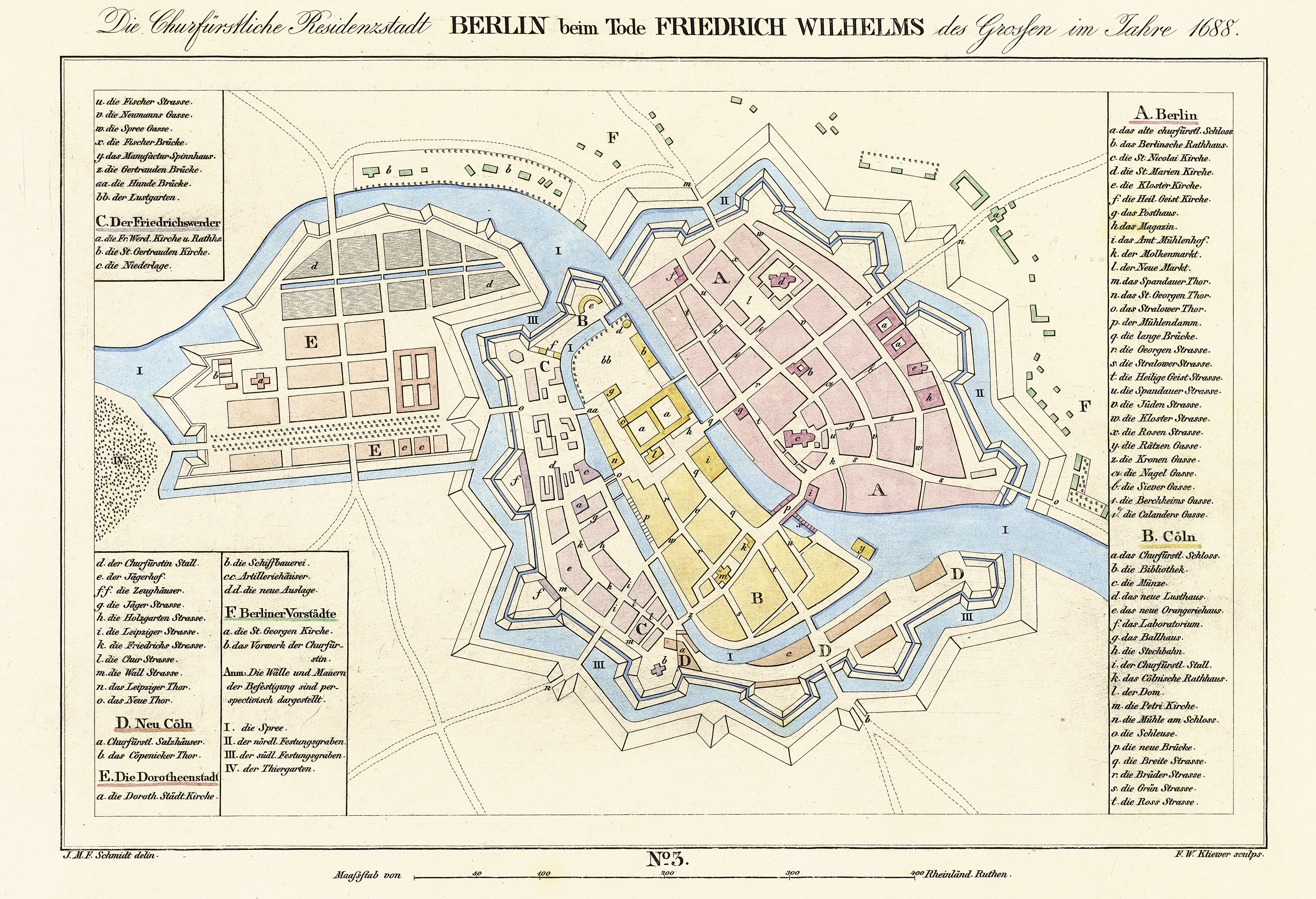
Friedrichswerder mit „C“ markiert, 1688

Friedrichswerder ist ein historischer Stadtteil im heutigen Berliner Ortsteil Mitte. Er ist identisch mit der 1662 gegründeten und bis 1710 eigenständigen Stadt Friedrichswerder. Ab 1710 gehörte Friedrichswerder zur preußischen Residenzstadt Berlin. Benannt ist die frühere Stadt und späterer Stadtteil nach Friedrich Wilhelm, dem Großen Kurfürsten.

## Geographie

### Lage
Friedrichswerder liegt zwischen dem Spreekanal und dem 1833–1883 zugeschütteten Festungsgraben, dessen Verlauf sich heute noch an Grundstücksgrenzen ablesen lässt und der durch die Mohrenkolonnaden und die Straße am Festungsgraben gekennzeichnet ist. Im Süden grenzt der Stadtteil an Neu-Kölln, im Westen an die Friedrichstadt.
Zum östlich gelegenen Stadtteil Alt-Kölln führen Eiserne Brücke, Schloßbrücke, Schleusenbrücke und Jungfernbrücke.

### Gliederung
Der Friedrichswerder wurde um 1727 in zwei Viertel eingeteilt (siehe 3a und 3b in der Karte rechts):
- Gertraudenviertel zwischen Alte Leipziger Straße und Neu-Kölln
- Schleusenviertel zwischen Alte Leipziger Straße und der heutigen Dorotheenstraße

## Geschichte

### 1662 bis 1999

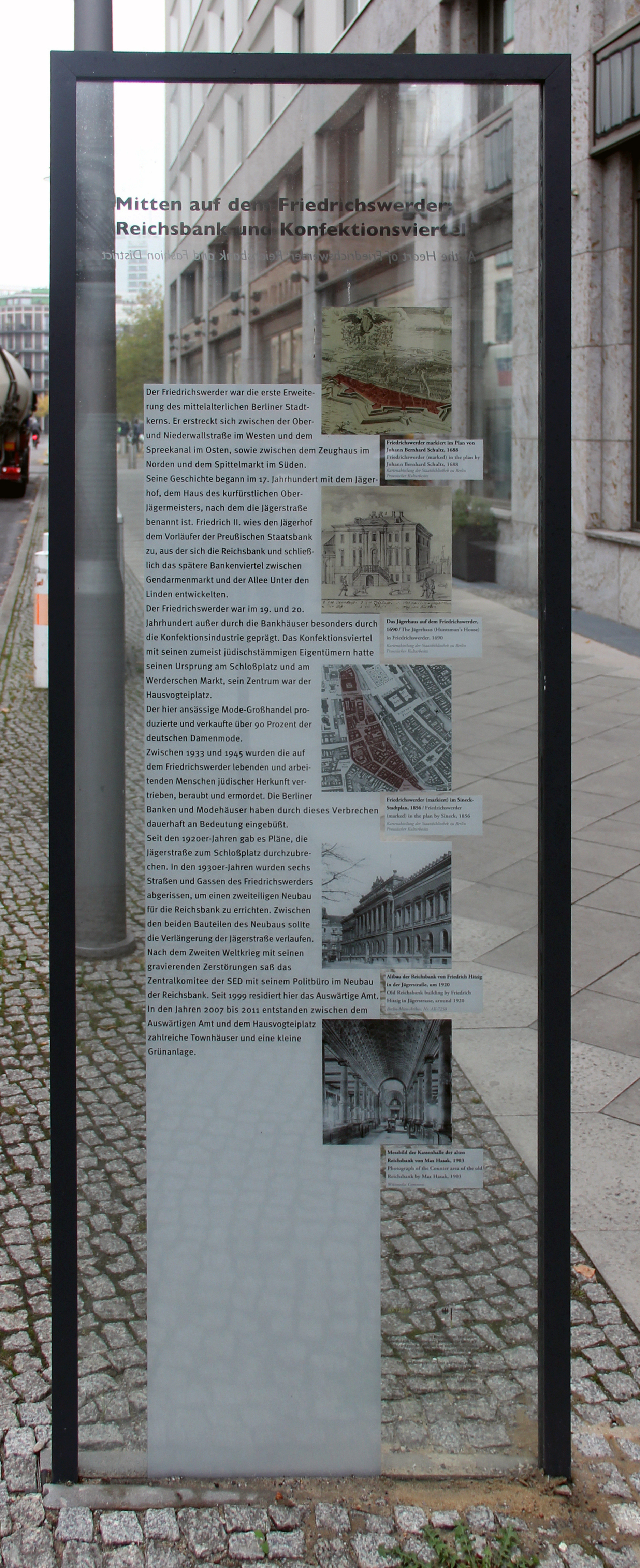
Stele am Werderschen Markt 11 mit Informationen zur Geschichte von Friedrichswerder

Der Friedrichswerder wurde 1662 als erste Stadterweiterung im Westen der Doppelstadt Berlin-Kölln durch einen kurfürstlichen Frei- und Schutzbrief zur Stadtgemeinde erhoben und 1668 in die Berliner Festung mit einbezogen. Die Bezeichnung als Werder ist darauf zurückzuführen, dass die neugegründete Stadt anfänglich fast vollständig vom Spreekanal sowie dem Festungsgraben umgeben war. 1678 erhielt die aufstrebende Residenzstadt ein eigenes Rathaus. Der preußische König Friedrich I. verfügte am 18. Januar 1709 die Vereinigung der Stadtgemeinden Berlin, Cölln, Friedrichswerder, Dorotheenstadt und Friedrichstadt zur Königlichen Haupt- und Residenzstadt Berlin.
Seit den 1870er Jahren verdrängten Großbauten Teile der alten Wohnbebauung und der Hausvogteiplatz entwickelte sich zu einem Geschäftszentrum der Textilbranche. Die Einwohnerzahl erreichte ihr Maximum im Jahr 1875 mit 9176 und betrug 1910 noch 2979.
Am Werderschen Markt 11 (früher: 5/6) hatte der jüdische Händler Herrmann Gerson ein großes Modehaus. Der spätere Eigentümer Philipp Freudenberg errichtete an derselben Stelle ein noch größeres Gebäude. Seine Nachkommen wurden in der Nazizeit verfolgt, das Modehaus wurde 1939 „arisiert“. Nach dem Umbau zum Reichskriminalpolizeiamt wurde hier aktiv an der Erprobung und Entwicklung von Massenvergasungen gearbeitet. Vor dem Haus Werderscher Markt 11 wurde 2018 eine Gedenkstele zur Geschichte von Friedrichswerder eingeweiht, auf der die einstige Bedeutung des Modehandels in Friedrichswerder hervorgehoben wird.
Im Zweiten Weltkrieg erlitt der Friedrichswerder schwerste Schäden.
Das zwischen dem Spreekanal und der Kurstraße liegende Haus am Werderschen Markt wurde zwischen 1934 und 1940 als Erweiterungsbau für die Reichsbank errichtet. Von 1959 bis 1989 war es der Sitz des Zentralkomitees der SED. In den 1990er Jahren erfuhr es eine Generalsanierung. 1999 wurde ein nördlich gelegener Neubau fertiggestellt und im Januar 2000 der gesamte Komplex an das Auswärtige Amt als Dienstsitz übergeben.
Im Jahr 1995 wurde das ehemalige Ministerium für Auswärtige Angelegenheiten der DDR abgebrochen.

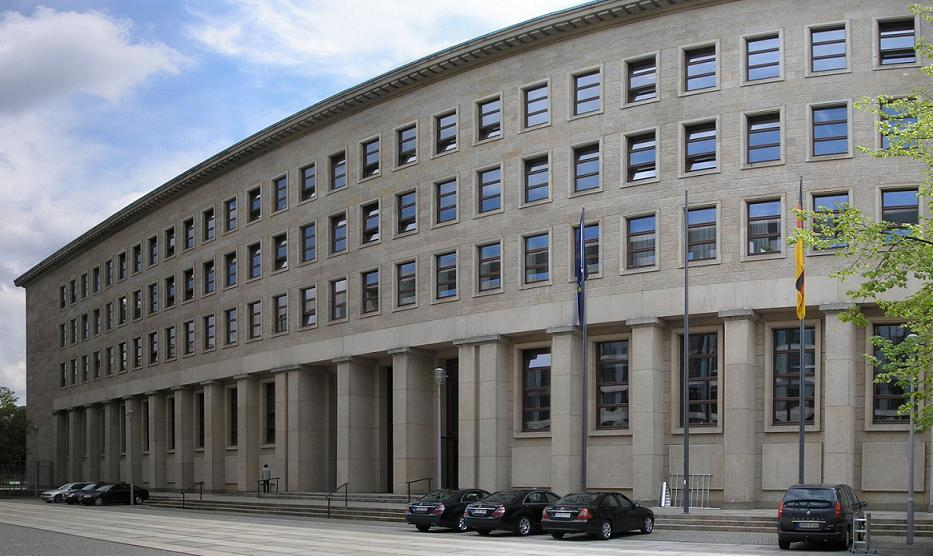
Altbau Auswärtiges Amt (Haus am Werderschen Markt), Eingangsseite
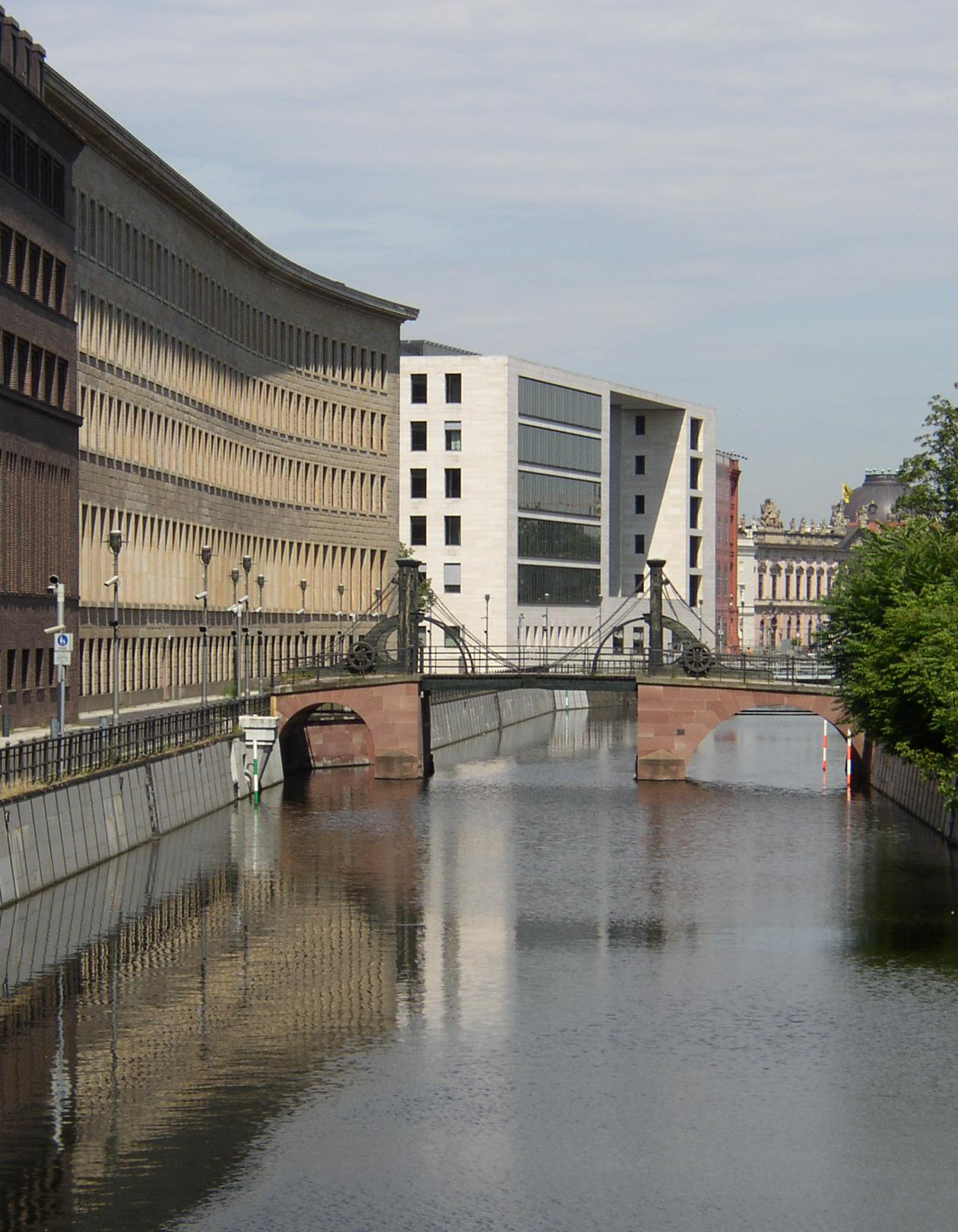
Altbau und Neubau des Auswärtigen Amtes, Seite am Kupfergraben

### 21. Jahrhundert

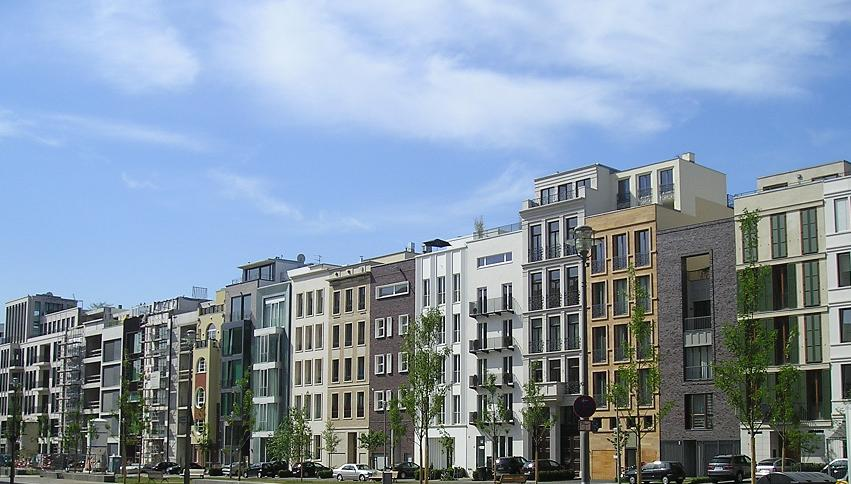
Townhouses am Caroline-von-Humboldt-Weg

Seit 2005 werden die kriegsbedingten Freiflächen nach und nach entsprechend dem 1999 beschlossenen Planwerk Innenstadt wieder bebaut. So entstand auf annähernd historischem Stadtgrundriss ein neues Wohnviertel mit Town Houses und Hotels zwischen Französische Straße und Alter Leipziger Straße. Das Projekt Kronprinzengärten wurde zwischen 2012 und 2019 errichtet. Es ist ein Gebäudekomplex der zwar auf historischen Stadtgrundriss zwischen Werderscher Rosenstraße und Französischer Straße sowie Oberwallstraße bis zur Friedrichwerderschen Kirche gebaut wurde, jedoch in der Höhe die wenigen älteren Gebäude in der Nachbarschaft weit überragt. Bei den Bauarbeiten kam es zu schweren Schäden an der Friedrichswerderschen Kirche. Die wiederentstandene Falkoniergasse ist nicht öffentlich zugänglich. Als letztes wurde die Westseite des Schinkelplatzes und die Nordseite des Werderschen Marktes wieder bebaut.

## Kultur

### Museen

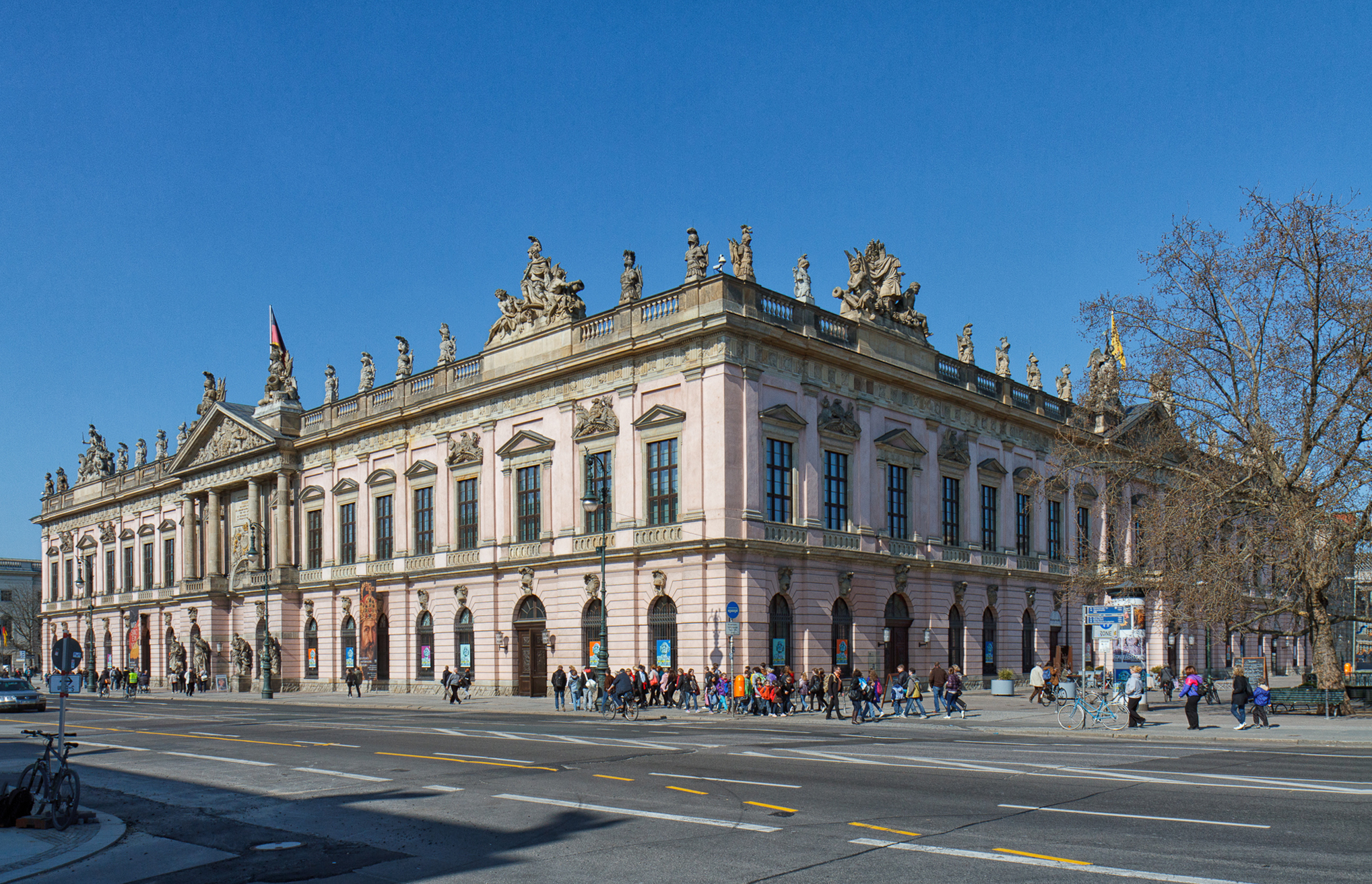
Deutsches Historisches Museum (ehemaliges Zeughaus)

Das 1706 fertiggestellte Zeughaus dient heute dem Deutsche Historische Museum als Ausstellungsort. Hinter dem Gebäude, in der Straße Hinter dem Gießhaus, die an das einstige Königliche Gießhaus (1645–1875) erinnert, befindet sich heute der Ausstellungsbau des Deutschen Historischen Museums, der 2003 von dem chinesisch-amerikanischen Architekten Ieoh Ming Pei errichtet wurde.
Die Friedrichswerdersche Kirche wurde 1830 von Karl Friedrich Schinkel am Werderschen Markt erbaut. Sie wurde bis 2012 als Schinkelmuseum genutzt.

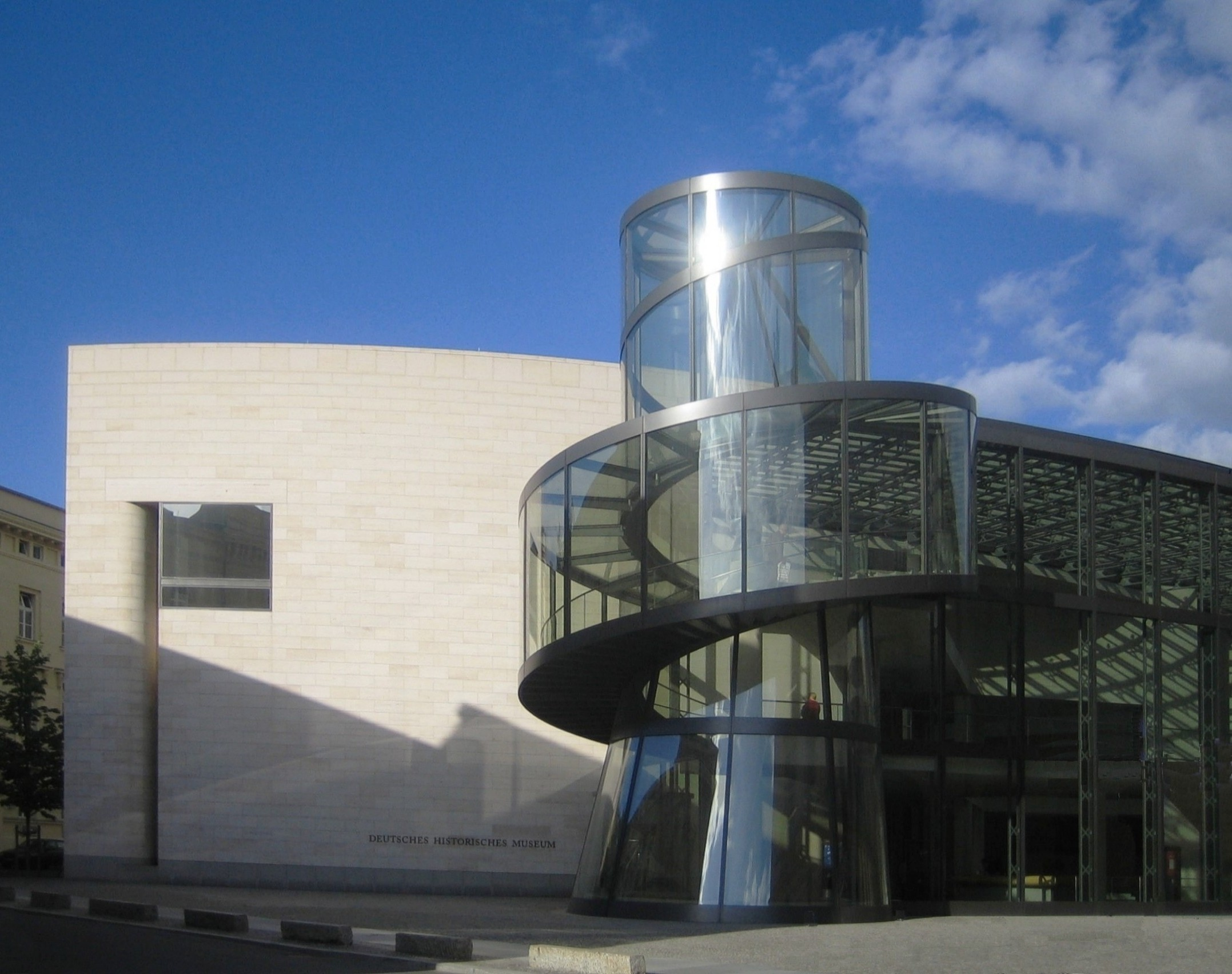
Ausstellungsbau des Deutschen Historischen Museums
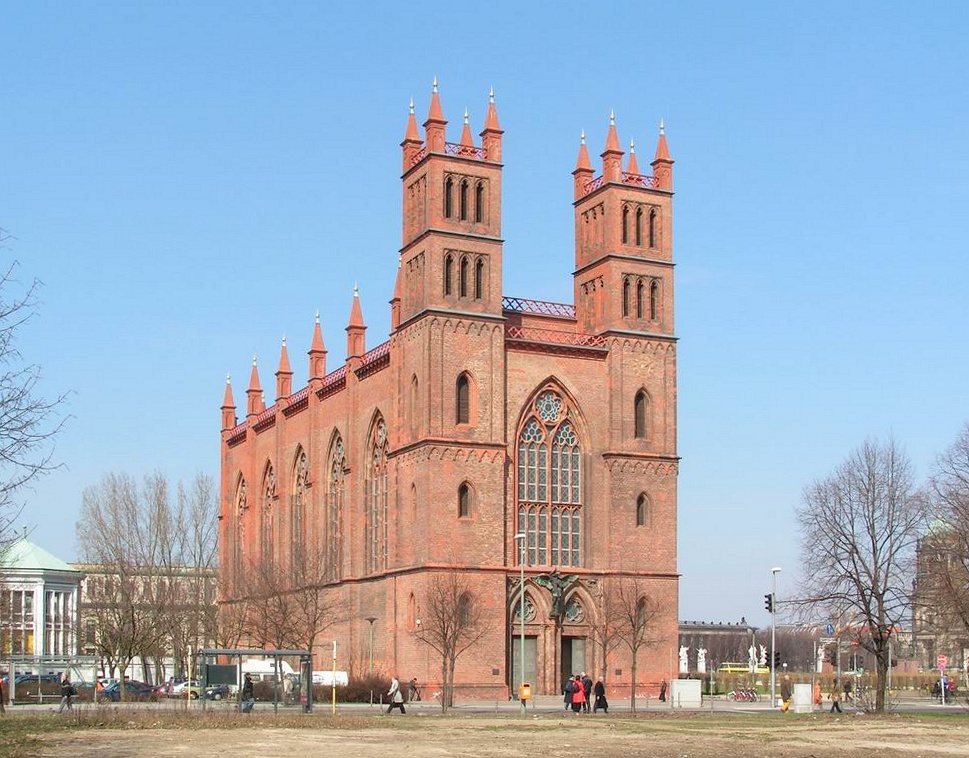
Friedrichswerdersche Kirche

### Weitere kulturelle Einrichtungen

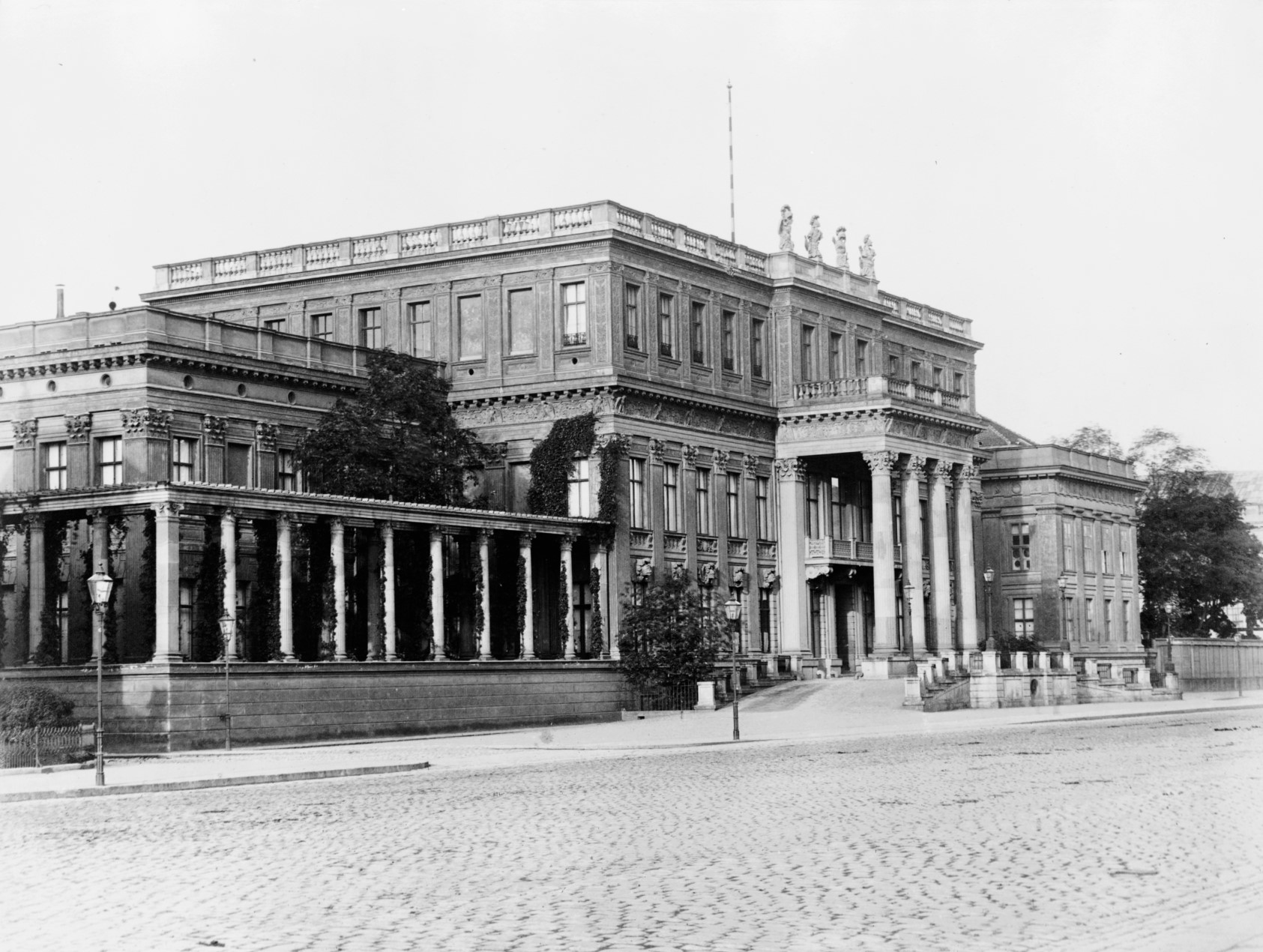
Kronprinzenpalais

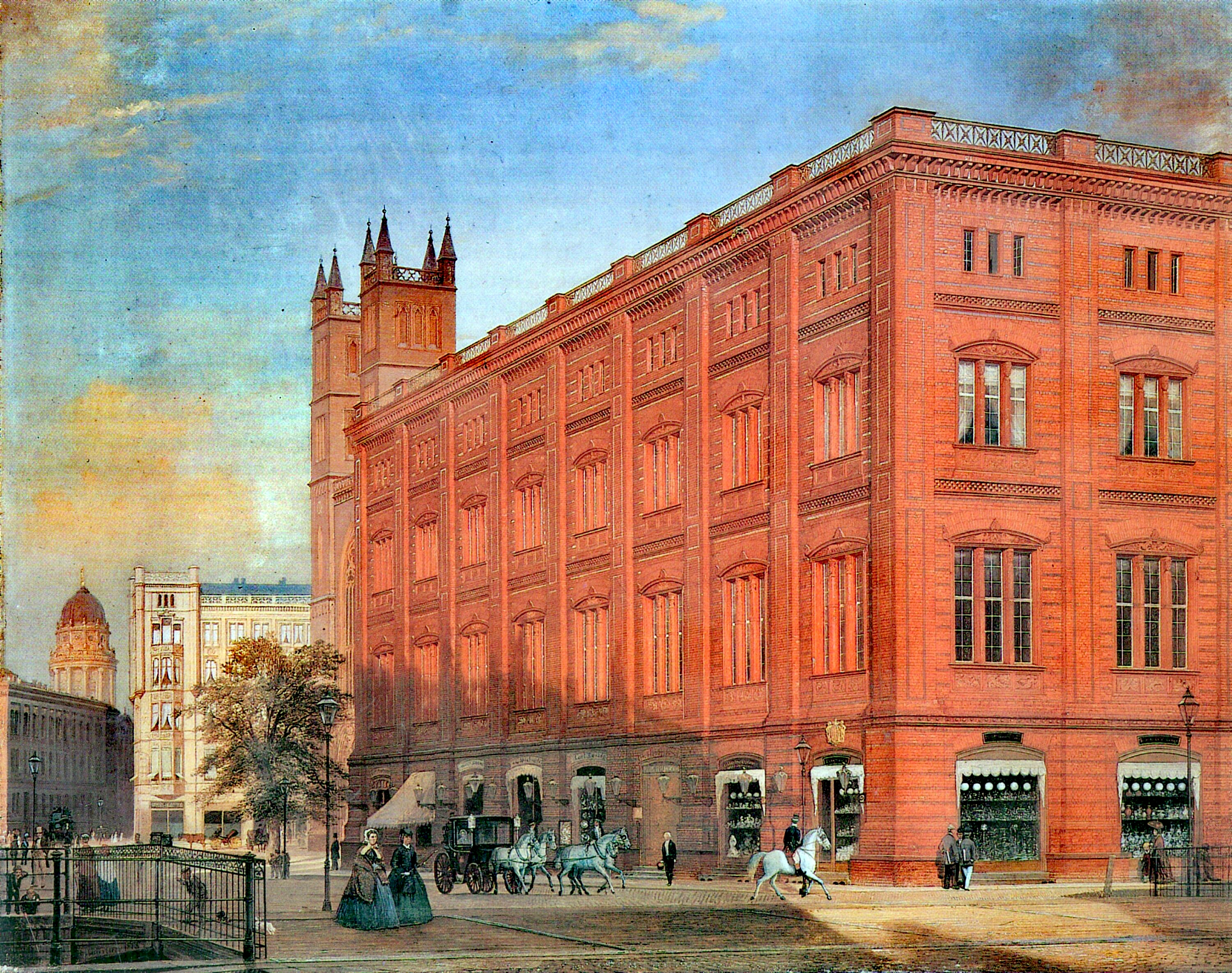
Bauakademie

Das spätklassizistische Kronprinzenpalais (Unter den Linden 3) wurde im Zweiten Weltkrieg zerstört und 1968 wieder aufgebaut. Heute finden hier Ausstellungen und kulturelle Veranstaltungen statt.
Zwischen der Friedrichswerderschen Kirche und dem Spreekanal stand bis 1962 die ebenfalls von Schinkel erbaute Bauakademie. Es gibt Bestrebungen, die Bauakademie wieder originalgetreu aufzubauen. In der Gebäudeattrappe befindet sich ein Veranstaltungs- und Ausstellungsraum.

### Historische Bauten
Es gibt sieben Einzeldenkmale in Friedrichswerder und ein Bodendenkmal.
- Liste der Kulturdenkmale in Berlin-Mitte/Friedrichswerder